# Battlestar Galactica (minisérie)

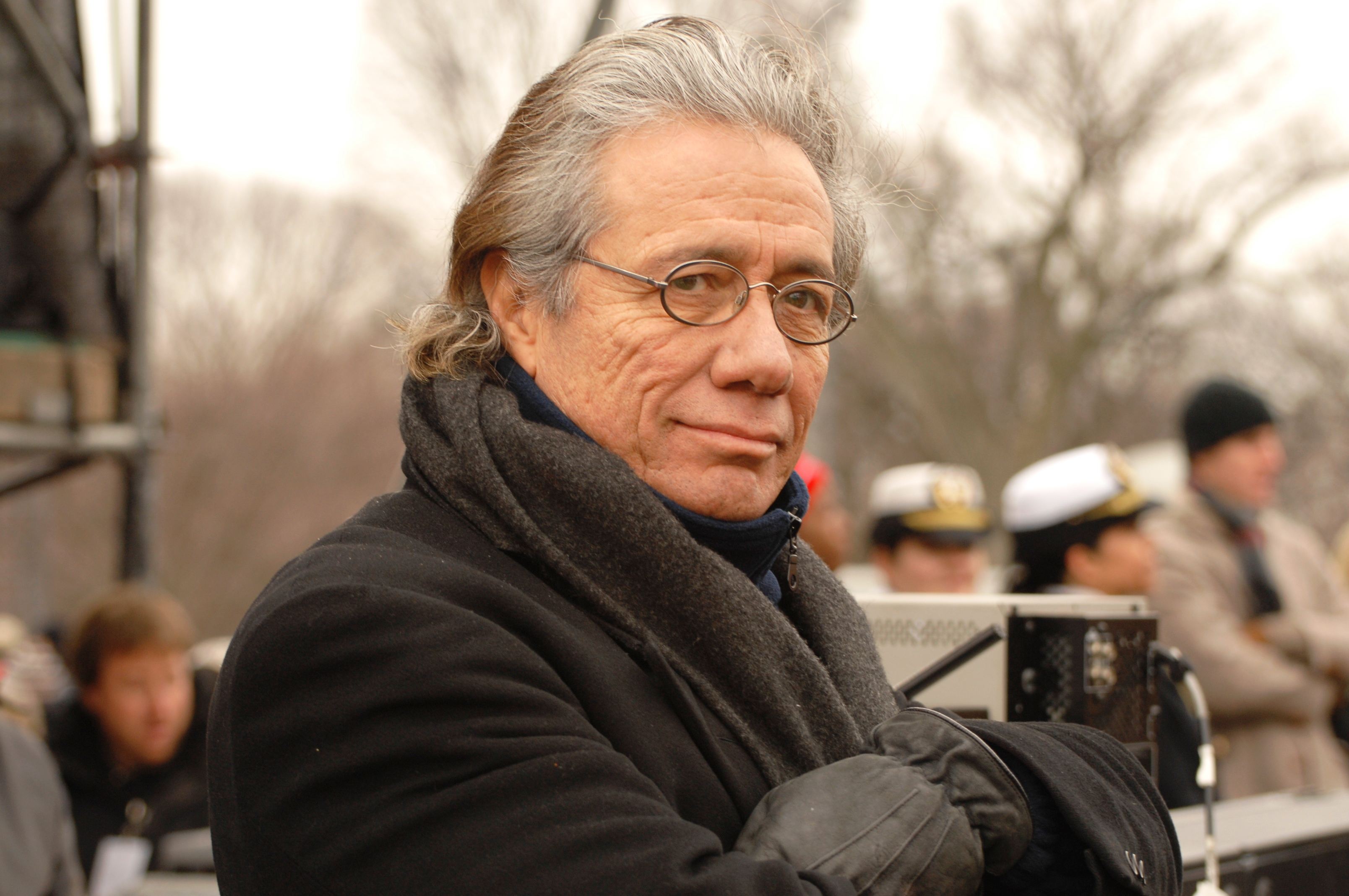
Představitelem admirála Adamy byl v remaku Edward James Olmos

Battlestar Galactica je americká sci-fi televizní minisérie vysílaná ve dvou dílech v roce 2003 na stanici Sci-Fi Channel. Jedná se o remake fikčního světa a multimediální řady Battlestar Galactica, vycházejícího ze stejnojmenného seriálu z let 1978–1979. Díky úspěchu minisérie na ni navázal v letech 2005–2009 vysílaný seriál Battlestar Galactica.

## Popis
V roce 2003 odvysílal Sci-Fi Channel tříhodinovou minisérii. Její úspěch vedl stanici k rozhodnutí pokračovat v rozvíjení příběhu natočením dalších sezón klasického seriálu. Základní zápletka o útěku posledních lidí a hledání ztraceného třináctého kmene, byla přejata z původního seriálu, charakter postav a celkové vyznění příběhu se však výrazně změnily.
Postavy mají všeobecně hlouběji vykreslenou psychologii a Cyloni již nejsou plechové vraždící stroje, nýbrž mají i rafinované modely s lidskou podobou (lidštěji se i chovají) a různým původem, což je jednou ze základních zápletek. Baltar zde není jednoznačný zloduch, nýbrž sebestředný vědec, který udělal několik neuvážených rozhodnutí. Změnil se i styl vyprávění, tón je vážnější, uvěřitelnější, je natočen odlišným stylem kamery a obsahuje řadu odkazů na současný svět (například v něm, oproti původní sérii, hraje mnohem větší roli náboženství).

## Děj
Děj minisérie začíná po více než 40 letech od poslední války, kterou Cyloni z lidem neznámého důvodu sami přerušili. Obyvatelé kolonií si mysleli, že Cyloni chtějí mír a proto v zóně nikoho vybudovali stanici pro diplomatická setkání. Cyloni nikdy nepřišli, ale stanice se stala prvním místem jejich nového náhlého útoku na kolonie. Díky technologickému pokroku a infiltraci Cylonů s lidskou podobou, ovládnuvších počítačové sítě, byla obrana kolonií rychle vyřazena, vesmírné lodě zničeny a na planety byly svrženy atomové zbraně. Přežili pouze desetitisíce lidí, dílem na planetách a dílem na Cylony dosud nenalezených vesmírných lodích.
Z nejdůležitějších válečných lodí battlestarů útok přečká pouze nejstarší z nich, Battlestar Galactica toho času připravovaná na vyřazení a přeměnu v muzeum. Výhodou lodi je to, že její počítače nejsou propojeny do sítě a proto je Cyloni nemohou vyřadit jako v případě ostatních lodí. Vyřazovací ceremonie se účastní i ministryně školství Laura Rosslynová, která se, po smrti všech v žebříčku výše postavených představitelů vlády, stane novou prezidentkou kolonií. V době útoku Cylonů je již na cestě zpět na svou planetu, podaří se jí shromáždit malý konvoj lodí s nadsvětelným pohonem a nalézt Galacticu. Tu se její velitel komandér Adama snaží připravit do boje a zastaví proto u tajné zásobovací stanice, kde nalezne i prvního lidského Cylona. Vzniknou tím obavy z rozsahu Cylonské infiltrace. Ke Galacticu se připojí prezidentka, která Adamu přesvědčí, že než při hrdinném pokusu o alespoň nějaký odpor nesmyslně ztratit poslední bojeschopnou loď, bude lepší se zbytkem lidí před Cylony uprchnout a založit novou civilizaci jinde. Adama, aby dal celé cestě nějaký smysluplný cíl, v závěru posádce oznámí, že konvoj míří na mytickou planetu Zemi, jejíž existenci popisují náboženské svitky, ale její polohu nikdo nezná (Adama lže, že polohu znají jen admirálové).